# Thallomys shortridgei
Il ratto di Shortridge (Thallomys shortridgei  Thomas & Hinton, 1923) è un roditore della famiglia dei Muridi diffuso in Sudafrica.

## Descrizione
Roditore di medie dimensioni, con la lunghezza della testa e del corpo di 150 mm, la lunghezza della coda di 189 mm, la lunghezza del piede di 29 mm, la lunghezza delle orecchie di 22 mm.
Le parti superiori sono marroni. Le parti ventrali sono bianche, con la base dei peli grigio scura. Il muso è grigio. Le orecchie sono grigiastre e ricoperte di piccoli peli giallo-brunastri. Le zampe sono bianche, con delle macchie scure sul dorso. La coda è più lunga della testa e del corpo, cosparsa di pochi peli e uniformemente nerastra.

## Biologia

### Comportamento
È una specie notturna e arboricola. Si rifugia negli alberi cavi e tra i rami in gruppi familiari.

## Distribuzione e habitat
Questa specie è diffusa lungo le sponde meridionali del fiume Orange, in Sudafrica.
Vive in ambienti associati ad alberi del genere Acacia.

## Conservazione
La IUCN Red List, considerata la mancanza di informazioni recenti sul suo areale, i requisiti biologici e le eventuali minacce, classifica T. shortridgei come specie con dati insufficienti (DD).